# Со Е
Со Е Канкаунг (бірм. စောအဲကံကောင်, монська သၟိင်စောအာဲကံကာန်; 1313/1314 — 1330) — 6-й володар монської держави Гантаваді у квітні—червні 1330 році.

## Життєпис
Старший син Со О, володаря Гантаваді, та Май Нін Хтапі (доньки Рамакхамхаенга, правителя Сукхотай). Народився 1313/1314 року. У дитинстві принц вважався ймовірним спадкоємцем батька. Проте той раптово помер у вересні 1323 року. Оскільки Со Е було лише близько 10 років, на престол зійшов його 19-річний стрийко Со Зейн.
1329 року очолив військо, з яким намагався повернути місто Тавой, захоплене армією Сукхотай. Со Е зміг спочатку взяти Тавой, але йому не вдалося утримати місто під владою, він був змушений відступити. Со Зейн був розлючений, запроторивши Е до в'язниці біля кордону з П'ї.
1330 року стрийка було вбито внаслідок заколоту Зейн Пуна, який вже через 7 діб був також повалений. Влада перейшла до Со Е, який одружився з Сандою Мін Хла, дружиною Со Зейна. Він неоднозначно ставився до дружини, оскільки та була набагато старшою. 16-річний володар багато часу проводив з наложницями.
Разом з тим йому вдалося налагодити відносини з Нгуанамтхомом, правителем Сукхотай, визнавши зверхність останнього, завдяки чому війна припинилася. Але це викликало невдоволення частини знаті та військовиків. Санда Мін Хла у червні отруїла Со Е, подавши отруєну страву з яловичини. Він панував лише 49 днів. За цим новим володарем став Бінья Е, зведений брат Санди Мін Хла.